# ارمیاس آرال-خزری
ارمیاس آرال-خزری (نام علمی: Eremias intermedia) (که معمولاً به عنوان تیزروی آرال-خزری شناخته می‌شود)، گونه‌ای سوسمار است که در قزاقستان، ترکمنستان، تاجیکستان، ازبکستان، ایران و قرقیزستان یافت می‌شود. ارمیاس ایرانی هم گاهی به عنوان تیزروی آرال-خزری شناخته می‌شود.